# Río Orbe
El río Orbe es un río de corta longitud (67 km) que discurre por Francia y Suiza. Es un afluente del río Aar, perteneciente por tanto a la cuenca del Rin. Nace en la región francesa del Jura, donde desemboca en el lago de Joux junto a la frontera con Suiza, que atraviesa de forma subterránea para aparecer en la región de Vallorbe y, más tarde, a través de distintos lagos y canales, desemboca en el río Aar. En la última parte de su curso (después de recibir a su afluente el río Talent), el Orbe cambia de nombre a Thièle o Thielle (Zihl en alemán).
No debe confundirse con otro río francés del mismo nombre que es afluente del río Arrats en la cuenca del río Garona.

## Geografía
El río Orbe tiene su fuente en Les Rousses, y al poco de su curso forma el lago de Les Rousses, de donde sale y desemboca en el lago de Joux, ya en Suiza. De Joux se cuela en el terreno calcáreo del Jura y, luego de un recorrido subterráneo de 4 km, reaparece en las Grutas de Vallorbe (Suiza). De allí continúa su recorrido por el cantón de Vaud. Poco después de pasar por la ciudad de Orbe, recoge a su principal afluente, el Talent, para tomar después el nombre de Thièle. El río atraviesa Yverdon les Bains para desembocar en el lago de Neuchâtel, y, a través del canal de la Thièle, llega al lago de Bienne para finalmente salir por el canal de Nidau, la salida artificial del lago de Bienne al río Aar.

### Afluentes
- Arroyo des Epoisats
- La Jougnena
- El río Talent, su principal afluente.

## Historia
En principio, el Orbe era el principal tributario del lago de Neuchâtel formando una cuenca endorreica, sin salida al mar. Las continuas avenidas del río Aar, que desde tiempos históricos expuso a los habitantes de la llanura de Vaud a fuertes inundaciones, llegaron a convertir en un único lago el conjunto de los lagos de Neuchâtel y Bienne. Desde el Renacimiento se pensó en controlar el nivel de los lagos citados, y no fue hasta finales del siglo XIX que se construyenron canales y compuertas entre los lagos y el río Aar canalizado artificialmente, en el Plan hidrológico llamado Corrección de las aguas del Jura. Desde entonces el Orbe es tributario del Aar en la cuenca del Rin.

## Curso

### En Francia
- Les Rousses
- Lago de Les Rousses
- Bois-d'Amont

### En Suiza
- Cantón de Vaud
  - Le Chenit
  - Lago de Joux
  - Le Pont
  - Curso subterráneo
  - Vallorbe
  - Les Clées
  - Orbe
  - Recibe el nombre de Thièle o Thielle
  - Yverdon-les-Bains
  - Lago de Neuchâtel
- Cantón de Neuchâtel
  - La Tène
  - Le Landeron
- Cantón de Berna
  - Recibe el nombre de Zihl
  - Lago de Bienne
  - Bienne
  - Canal de Nidau-Büren Nidau (Aar)